# Shaina Mulkern
Shaina Mulkern (22 febbraio 1977) è un'ex sciatrice alpina statunitense.

## Biografia
La Mulkern, specialista delle prove tecniche originaria di Magnolia di Gloucester e sorella di Aimee, a sua volta sciatrice alpina, ottenne il primo podio in Nor-Am Cup il 4 gennaio 1996 ad Attitash in slalom gigante (2ª) ed esordì in Coppa del Mondo il 23 novembre dello stesso anno a Park City in slalom speciale, senza completare la prova; il 4 gennaio 1997 conquistò l'unica vittoria in Nor-Am Cup, a Mount Orford nella medesima specialità, e ai successivi Mondiali di Sestriere 1997, sua unica presenza iridata, si classificò 21ª nello slalom gigante e non completò lo slalom speciale.
Colse l'ultimo podio in Nor-Am Cup il 13 marzo 1997 a Mission Ridge in slalom gigante (2ª) e prese per l'ultima volta il via in Coppa del Mondo il 21 novembre 1998 a Park City in slalom speciale, senza completare la prova (non ottenne piazzamenti in nessuna delle 10 gare nel massimo circuito cui prese parte); si ritirò durante la stagione 2001-2002 e la sua ultima gara fu uno slalom speciale universitario disputato il 8 febbraio a Dartmouth. Non prese parte a rassegne olimpiche.

## Palmarès

### Nor-Am Cup
- Miglior piazzamento in classifica generale: 5ª nel 1997
- 4 podi:
  - 1 vittoria
  - 3 secondi posti

#### Nor-Am Cup - vittorie
| Data           | Località     | Paese  | Specialità |
| -------------- | ------------ | ------ | ---------- |
| 4 gennaio 1997 | Mount Orford | Canada | SL         |

Legenda:

SL = slalom speciale